# Brevipalpus colens
Brevipalpus colens är en spindeldjursart som beskrevs av Li, Hasan och Ashfaq 2003. Brevipalpus colens ingår i släktet Brevipalpus och familjen Tenuipalpidae. Inga underarter finns listade.